# Patrick Aldaya
Patrick Aldaya, né le 12 novembre 1962 à Limoges (Haute-Vienne) et mort le 4 août 2024 à Rocamadour (Lot), est un footballeur français.
Ce joueur joue comme attaquant à Châteauroux et Valenciennes dans les années 1980.
Également connu comme étant le chauffeur du petit train de Rocamadour, il meurt le 4 août 2024 à Rocamadour (Lot) des suites d'un arrêt cardiaque,.